# مارسيلو فيلازكو
مارسيلو فيلازكو (بالإسبانية: Marcelo Velazco)‏ هو لاعب كرة قدم أوروغواياني في مركز الدفاع، ولد في 14 فبراير 1970 في مونتيفيديو في الأوروغواي. لعب مع ديبورتيس إيكيكي.

## وصلات خارجية
- مارسيلو فيلازكو على موقع قاعدة بيانات كرة القدم.إي يو (الإنجليزية)